# Atrium Saldanha

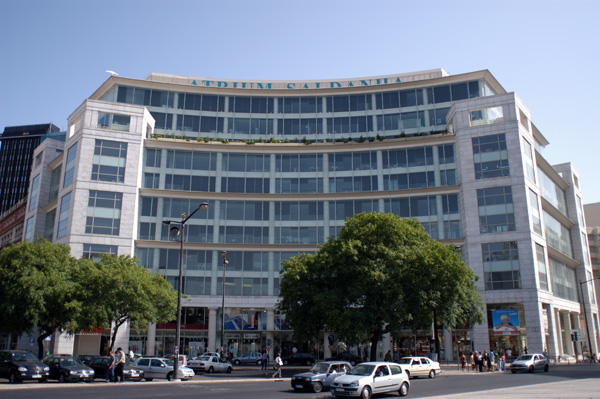
Das Einkaufszentrum Atrium Saldanha

Das Atrium Saldanha ist ein Einkaufszentrum in der portugiesischen Hauptstadt Lissabon. Es wurde 1998 an der zentralen Praça do Duque de Saldanha nach Plänen der Architekten João Paciência und Ricardo Bofill errichtet.
In dem Komplex mit einer Nutzfläche von 44.000 m² sind verschiedene Geschäfte untergebracht. Einige Stockwerke werden als Büros genutzt. Im Untergeschoss ist die Gastronomie angesiedelt, ein Konzertflügel in der Haupthalle kann von jedem bespielt werden. Betreiber ist die Imosal (Imobiliária de Saldanha, S.A.).
Die beiden Architekten wurden für dieses Gebäude 2001 mit dem Prémio Valmor e Municipal de Arquitectura ausgezeichnet. Zuvor hatte der ausführende Ingenieur José Teixeira Trigo 1999 bereits den Prémio Secil erhalten.